# Copa Mundial Femenina de Béisbol 2012
Las Copa Mundial Femenina de Béisbol 2012 fue un béisbol internacional competición que se celebra en Edmonton, Canadá desde el 10 de agosto al 19 de agosto de 2012.

## Equipos
Los siguientes 8 equipos participaron en el torneo.
| Australia      | Copa Mundial 2010       |
| Canadá         | 5.º, Copa Mundial 2010  |
| China Taipéi   | 7.º, Copa Mundial 2010  |
| Cuba           | 6.º, Copa Mundial 2010  |
| Japón          | Copa Mundial 2010       |
| Países Bajos   | 10.º, Copa Mundial 2010 |
| Estados Unidos | Copa Mundial 2010       |
| Venezuela      | 4.º, Copa Mundial 2010  |

## Ronda de Apertura
Los ocho equipos se enfrentaron entre sí en siete jornadas.
| Equipos        | PJ | PG | PP | Ave | Dif |
| -------------- | -- | -- | -- | --- | --- |
| Japón          | 7  | 6  | 1  | 857 | -   |
| Canadá         | 7  | 6  | 1  | 857 | -   |
| Estados Unidos | 7  | 5  | 2  | 714 | 1   |
| Australia      | 7  | 4  | 3  | 571 | 2   |
| China Taipéi   | 7  | 3  | 4  | 429 | 3   |
| Venezuela      | 7  | 3  | 4  | 429 | 3   |
| Cuba           | 7  | 1  | 6  | 143 | 5   |
| Países Bajos   | 7  | 0  | 7  | 000 | 6   |

|  | Avanzaron a la Semifinal        |
|  | Jugaron la Ronda de Consolación |

### Resultados
- Todos los horarios de los juegos corresponden al Huso horario en Edmonton, Canadá; (UTC-6)

| 10 de agosto de 2012, 08:30 | China Taipéi | 2:12 (NC) | Canadá | Estadio de Béisbol Telus Field, Edmonton |                                |
|                             |              | Reporte   |        | Asistencia: 1.500 espectadores           | Asistencia: 1.500 espectadores |

| 10 de agosto de 2012, 11:00 | Países Bajos | 0:10 (NC) | Estados Unidos | Estadio de Béisbol Telus Field, Edmonton |                              |
|                             |              | Reporte   |                | Asistencia: 200 espectadores             | Asistencia: 200 espectadores |

| 10 de agosto de 2012, 13:00 | Australia | 12:4    | Cuba | Estadio de Béisbol Telus Field, Edmonton |                              |
|                             |           | Reporte |      | Asistencia: 400 espectadores             | Asistencia: 400 espectadores |

| 15 de agosto de 2012, 10:00 | Japón | 3:0     | Venezuela | Telus Field, Edmonton        |                              |
|                             |       | Reporte |           | Asistencia: 250 espectadores | Asistencia: 250 espectadores |

| 11 de agosto de 2012, 10:00 | Cuba | 3:6     | China Taipéi | Estadio de Béisbol Telus Field, Edmonton |                              |
|                             |      | Reporte |              | Asistencia: 200 espectadores             | Asistencia: 200 espectadores |

| 11 de agosto de 2012, 13:30 | Japón | 21:0 (NC) | Países Bajos | Estadio de Béisbol Telus Field, Edmonton |                              |
|                             |       | Reporte   |              | Asistencia: 300 espectadores             | Asistencia: 300 espectadores |

| 11 de agosto de 2012, 16:30 | Estados Unidos | 11:8    | Australia | Estadio de Béisbol Telus Field, Edmonton |                              |
|                             |                | Reporte |           | Asistencia: 400 espectadores             | Asistencia: 400 espectadores |

| 11 de agosto de 2012, 20:30 | Canadá | 14:2 (NC) | Venezuela | Estadio de Béisbol Telus Field, Edmonton |  |
|                             |        |           |           | Asistencia: 2 500 espectadores           |  |

| 12 de agosto de 2012, 11:00 | Países Bajos | 3:17 (NC) | China Taipéi | Estadio de Béisbol Telus Field, Edmonton |                              |
|                             |              | Reporte   |              | Asistencia: 100 espectadores             | Asistencia: 100 espectadores |

| 12 de agosto de 2012, 14:00 | Venezuela | 11:5    | Cuba | Estadio de John Fry Park, Edmonton |                              |
|                             |           | Reporte |      | Asistencia: 150 espectadores       | Asistencia: 150 espectadores |

| 12 de agosto de 2012, 15:00 | Australia | 4:5     | Canadá | Estadio de Béisbol Telus Field, Edmonton |                                |
|                             |           | Reporte |        | Asistencia: 2 000 espectadores           | Asistencia: 2 000 espectadores |

| 12 de agosto de 2012, 19:30 | Japón | 2:5     | Estados Unidos | Telus Field, Edmonton          |                                |
|                             |       | Reporte |                | Asistencia: 1 900 espectadores | Asistencia: 1 900 espectadores |

| 13 de agosto de 2012 | Japón | 10:0 (NC) | Cuba | Telus Field, Edmonton        |  |
|                      |       |           |      | Asistencia: 150 espectadores |  |

| 13 de agosto de 2012 | China Taipéi | 4:2 | Venezuela | John Fry Park, Edmonton      |  |
|                      |              |     |           | Asistencia: 150 espectadores |  |

| 13 de agosto de 2012 | Australia | 13:11 | Países Bajos | Telus Field, Edmonton        |  |
|                      |           |       |              | Asistencia: 200 espectadores |  |

| 13 de agosto de 2012 | Estados Unidos | 9:15 | Canadá | Telus Field, Edmonton          |  |
|                      |                |      |        | Asistencia: 3.000 espectadores |  |

| 14 de agosto de 2012 | Japón | 11:1 (NC) | China Taipéi | Telus Field, Edmonton        |  |
|                      |       |           |              | Asistencia: 250 espectadores |  |

| 14 de agosto de 2012 | Países Bajos | (NC) 2:19 | Canadá | Telus Field, Edmonton        |  |
|                      |              |           |        | Asistencia: 150 espectadores |  |

| 15 de agosto de 2012 | Australia | 20:1 (NC) | Venezuela | Telus Field, Edmonton        |  |
|                      |           |           |           | Asistencia: 350 espectadores |  |

| 15 de agosto de 2012 | Cuba | 1:9 | Estados Unidos | John Fry Park, Edmonton      |  |
|                      |      |     |                | Asistencia: 200 espectadores |  |

| 16 de agosto de 2012 | Venezuela | 14:6 | Países Bajos | Telus Field, Edmonton        |  |
|                      |           |      |              | Asistencia: 250 espectadores |  |

| 16 de agosto de 2012 | Estados Unidos | 13:3 (NC) | China Taipéi | John Fry Park, Edmonton      |  |
|                      |                |           |              | Asistencia: 300 espectadores |  |

| 16 de agosto de 2012 | Japón | 10:0 (NC) | Australia | Telus Fields, Edmonton       |  |
|                      |       |           |           | Asistencia: 350 espectadores |  |

| 16 de agosto de 2012 | Canadá | 12:2 (NC) | Cuba | Telus Field, Edmonton          |  |
|                      |        |           |      | Asistencia: 2.800 espectadores |  |

| 17 de agosto de 2012 | Australia | 11:0 (NC) | China Taipéi | Telus Field, Edmonton        |  |
|                      |           |           |              | Asistencia: 300 espectadores |  |

| 17 de agosto de 2012 | Venezuela | 5:1 | Estados Unidos | John Fry Park, Edmonton      |  |
|                      |           |     |                | Asistencia: 250 espectadores |  |

| 17 de agosto de 2012 | Países Bajos | 5:13 | Cuba | Telus Field, Edmonton        |  |
|                      |              |      |      | Asistencia: 200 espectadores |  |

| 17 de agosto de 2012 | Japón | 9:7 | Canadá | Telus Field, Edmonton          |  |
|                      |       |     |        | Asistencia: 5.100 espectadores |  |

## Ronda de Consolación
El equipo que finalizó en el 5° lugar enfrentó al 8° y el 6° lugar enfrentó al 7° lugar de la Ronda de Apertura; los ganadores disputaron el Quinto lugar y los perdedores el Séptimo lugar
| 18 de agosto de 2012, (UTC-6) | China Taipéi | 7:5 | Países Bajos | Telus Field, Edmonton        |  |
|                               |              |     |              | Asistencia: 250 espectadores |  |

| 18 de agosto de 2012, (UTC-6) | Venezuela | 9:6 | Cuba | John Fry Park, Edmonton      |  |
|                               |           |     |      | Asistencia: 250 espectadores |  |

### Séptimo lugar
| 19 de agosto de 2012, (UTC-6) | Cuba | 8:10 | Países Bajos | Telus Field, Edmonton        |  |
|                               |      |      |              | Asistencia: 250 espectadores |  |

### Quinto lugar
| 19 de agosto de 2012, (UTC-6) | China Taipéi | 1:6 | Venezuela | John Fry Park, Edmonton      |  |
|                               |              |     |           | Asistencia: 250 espectadores |  |

## Semifinales
El equipo ubicado en el 1° lugar se enfrentó ante el 4° lugar y el 2° lugar se enfrentó al 3° lugar de la Ronda de Apertura, los ganadores avanzaron a la final y los perdedores jugaron por el tercer lugar.
| 18 de agosto de 2012 | Japón | 5:1 | Australia | Telus Field, Edmonton        |  |
|                      |       |     |           | Asistencia: 500 espectadores |  |

| 18 de agosto de 2012 | Canadá | (NC) 4:17 | Estados Unidos | Telus Field, Edmonton          |  |
|                      |        |           |                | Asistencia: 3.100 espectadores |  |

## Tercer lugar
| 19 de agosto de 2012 | Canadá | 17:3 | Australia | Telus Field, Edmonton          |  |
|                      |        |      |           | Asistencia: 2.000 espectadores |  |

## Final
| 19 de agosto de 2012 | Japón | 2:0 | Estados Unidos | Telus Field, Edmonton          |  |
|                      |       |     |                | Asistencia: 3.300 espectadores |  |

| Japón                       |
| Campeón Japón Tercer título |

## Clasificación Final
Clasificación Final www.wbsc.org
| Pos                            | Equipo         | V | D |
| ------------------------------ | -------------- | - | - |
| Medalla de oro                 | Japón          | 8 | 1 |
| Medalla de plata               | Estados Unidos | 6 | 3 |
| Medalla de bronce              | Canadá         | 7 | 2 |
| 4°                             | Australia      | 4 | 5 |
| Eliminados en la Primera Ronda |                |   |   |
| 5°                             | Venezuela      | 5 | 4 |
| 6°                             | China Taipéi   | 4 | 5 |
| 7°                             | Países Bajos   | 1 | 8 |
| 8°                             | Cuba           | 1 | 8 |